# Bola suíça

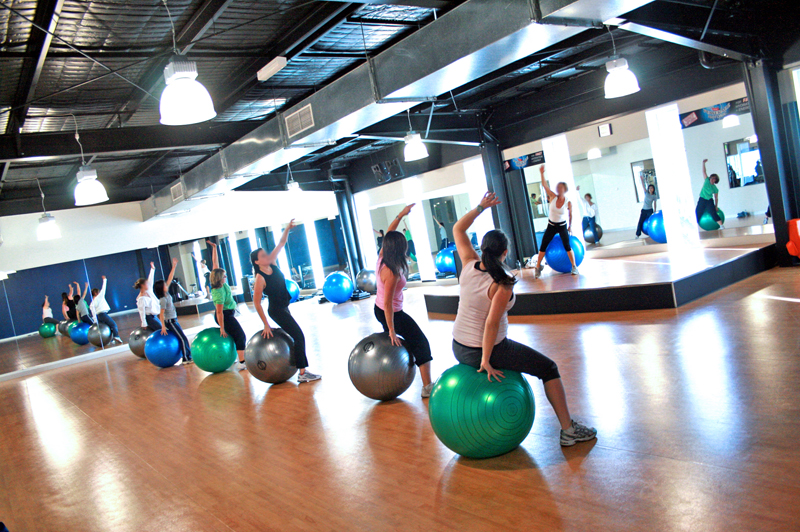
Exercícios sendo realizado com a bola suíça.

Uma bola suíça é uma bola de exercício físico construída com um material elástico macio com um diâmetro de aproximadamente 35 a 95 centímetros (14 a 37 polegadas) e cheia de ar. A pressão de ar é modificado através da remoção de uma válvula. Ele é mais frequentemente usado em fisioterapia e exercícios físicos. Também pode ser utilizada para a formação de peso. A bola, embora muitas vezes referida como uma bola suíça, também é conhecida por vários nomes diferentes, incluindo bola de equilíbrio, bola de nascimento, bola corporal, bola de fitness, bola de ginástica, physioball, bola de pilates, bola Pezzi entre outros.

## História
O objeto físico conhecido como "Bola Suíça" foi desenvolvido em 1963 pela Aquilino Cosani, uma fabricante de plásticos italiana. Ele aperfeiçoou um processo de moldagem por grandes punção para tornar resistentes bolas de plástico.   Essas bolas foram utilizadas pela primeira vez em programas de tratamento de recém-nascidos e lactentes por Mary Quinton, fisioterapeuta britânico que atuava na Suíça. Mais tarde, a Dra. Susanne Klein-Vogelbach, a diretora da Escola de Fisioterapia em Basileia, na Suíça, integrou o uso de exercício com bolas como terapia física para desenvolvimento no neuro-tratamento. Com base no conceito de "cinética funcionais",  Klein-Vogelbach defendeu a tese do uso de técnicas de esferas flexíveis para o tratamento de adultos com problemas ortopédicos ou motor. O termo "bola suíça" foi utilizado quando fisioterapeutas americanos começaram a usar essas técnicas na América do Norte depois de testemunhar os seus benefícios na Suíça. De seu desenvolvimento como fisioterapia em uma clínica, esses exercícios são usados no treinamento atlético, como parte de uma rotina de condicionamento físico geral e na incorporação de exercícios alternativos, como yoga e pilates